# SMS Custoza
«Кустоца» (нім. SMS Custoza) — броненосець, побудований для флоту Австро-Угорщини у 1870-тих, єдиний свого типу.

## Історія створення
Корабель був закладений 17 листопада 1869 року на верфі «Stabilimento Tecnico Triestino» у Трієсті. Спущений на воду 20 серпня 1872 року, вступив у стрій у лютому 1875 року.
Свою назву отримав на честь битви при Кустоці 1866 року.

## Конструкція
У 1869 керівництво Австро-Угорського флоту звернулося до видатного корабела конструктора, Головного Інженера Йозефа фон Ромако, який сконструював всі попередні броненосці для нього, з проханням підготувати проект двох нових броньованих кораблів. Першим з цих проєктів став «Кустоца», а другий — «Ерцгерцог Альбрехт», дещо зменшений варіант з огляду на бюджетні обмеження. Ромако, вивчивши досвід битви біля Лісси 1866 року, вирішив, що нові кораблі мають нести потужний броньовий захист, мати спроможність зосереджувати вогонь по курсу та на корму для забезпечення ефективних атак тараном. Такі характеристики були здобуті за рахунок кількості гармат та потужності машини. Для встановлення цієї зменшеної кількості гармат Ромако обрав ту ж схему броненосця з центральною батареєю, яку використав, конструюючи свій попередній корабель «Лісса». Але на відміну від дерев'яного корпусу «Лісси», корпус «Кустоци» був металевим, першим таким великим кораблем у Австро-Угорщині.
Хоч «Кустоца» продемонстрував достатню швидкість та маневреність, його конструкція швидко застаріла. Корабель не відповідав стандартам сучасних йому кораблів великих держав, для яких були характерні потужніше бронювання та артилерія. Італія, основний противник Австро-Угорщини на Адріатичному морі заклало два кораблі типу «Кайо Дуліо», дуже потужних баштових броненосці з 450-міліметровими гарматами через чотири роки після «Кустоци». Тим не менш, «Кустоца», разом з подібним і майже одночасно побудованим «Ерцгерцогом Альбрехтом» стала основою для розробки броненосця «Тегетгофф», закладеного у 1876 році.

## Історія служби
Активна служба корабля була досить обмеженою, частково з огляду на обмежене фінансування флоту у 1870-ті. «Кустоца» дещо активніше використовувалася у 1880-ті, взявши участь у міжнародній військово-морській демонстрації сили, спрямованій проти Османської імперії у 1880 році, аби примусити її передати Чорногорії місто Ульцинь відповідно до рішення Берлінського конгресу, Корабель пройшов модернізацію 1882 року. Здійснив похід до Іспанії для участі у Барселонській всесвітній виставці 1888 року.
Корабель став навчальним у 1902 році, перетворений на плавучу казарму у 1914 році. Після Першої світової війни «Кустоца» був отриманий як трофей Італією і одразу утилізований.